# Obszar chronionego krajobrazu Medvednica
Obszar chronionego krajobrazu Medvednica – obszar chronionego krajobrazu o całkowitej powierzchni 17 938 ha, położony w żupaniach zagrzebskiej i krapińsko-zagorskiej oraz na terenie Zagrzebia, utworzony 16 czerwca 1981 roku.
Lasy Medvednicy zajmują tereny do samego Zagrzebia. Medvednica, oprócz spokoju i zieleni, obfituje w bogaty i różnorodny świat zwierząt oraz w niezwykłe miejsca do zwiedzania: leśna ścieżka Bliznec dostępna dla osób niepełnosprawnych, jaskinia Vaternica, średniowieczne kopalnie Zrinski i Francuska, kaplica na wzgórzu Sljeme, 500 Horvatovskich schodów.

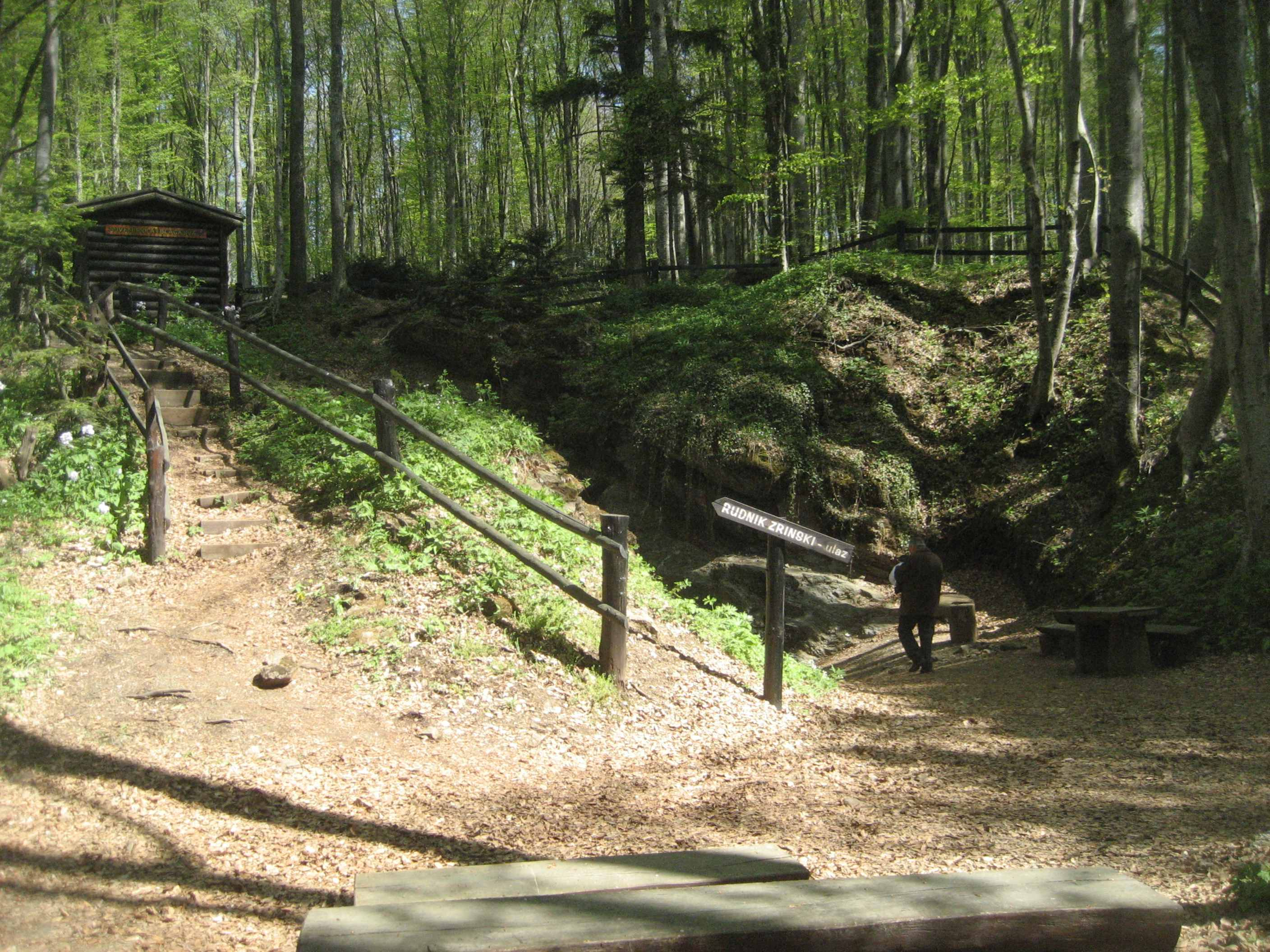
Kopalnia Zrinski.

Najwyższy szczyt Medvednicy to Sljeme (1033 m n.p.m.). Znajduje się tam wieża radio-telewizyjna o wysokości 169 m. Do 2007 roku na szczyt prowadziła kolejka linowa. Na Sljemenu znajduje się stok narciarski, na którym odbywa się wyścig narciarski Królowa Śniegu.

## Fortyfikacje i zamki na Medvednicy

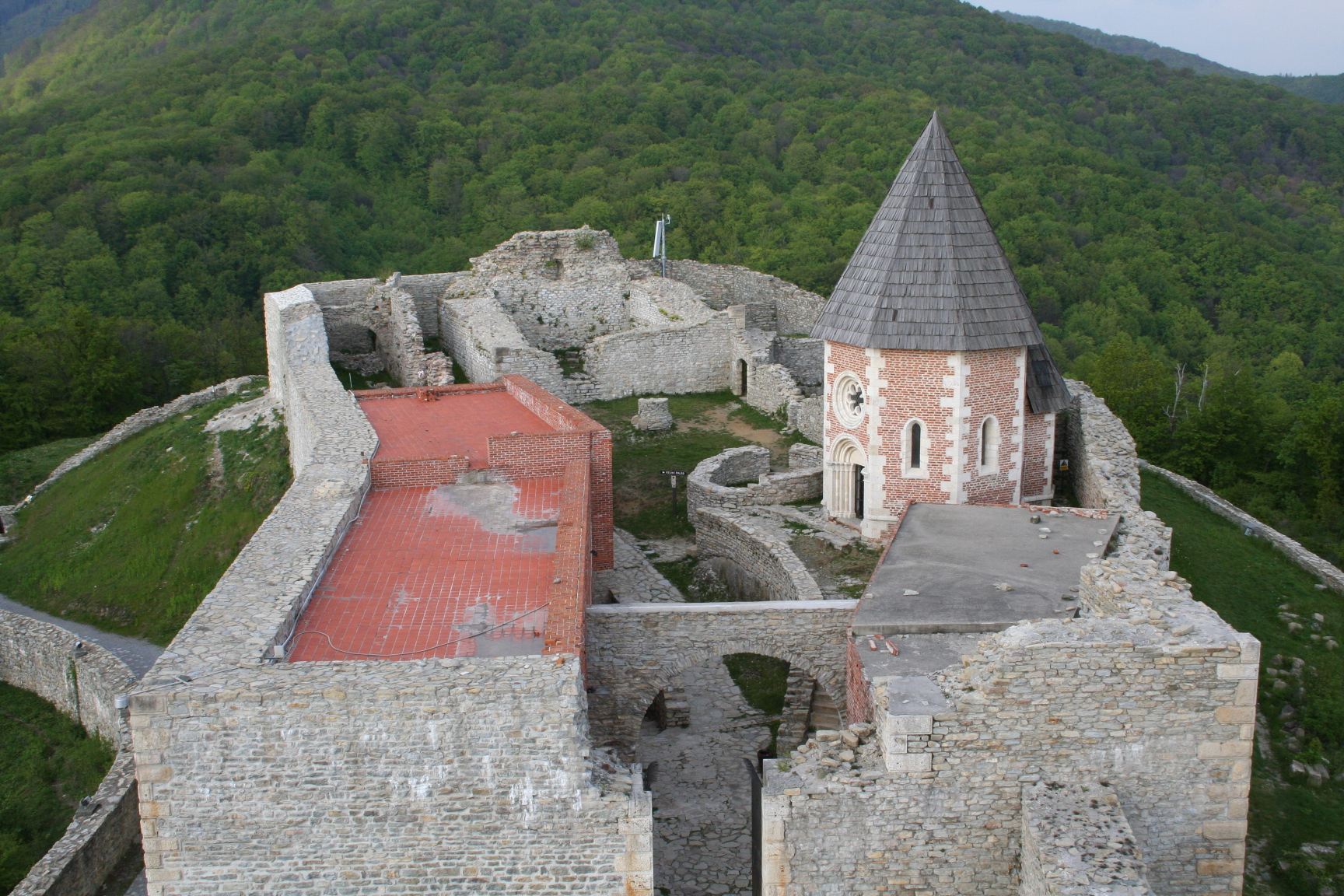
Medvedgrad.

Najlepiej zachowaną fortyfikacją Medvednicy jest Medvedgrad, wybudowany w XIII wieku. Posłużył on do obrony Zagrzebia i posiadłości biskupich.
Druga fortyfikacja to Susedgrad, również powstała w XIII wieku. Znana jest dzięki bitwie, która się tam wydarzyła podczas powstania chłopskiego.
Na obszarze chronionego krajobrazu w gminie Gornja Stubica znajduje się Zamek Oršić, wybudowany w 1756 roku na fundamentach twierdzy z XIII wieku. W 1973 roku zamek został odrestaurowany i otworzono w nim Muzeum Powstania Chłopskiego w Chorwacji.

## Eksploatacja lasu na obszarze chronionego krajobrazu
Pomimo faktu, że sytuacja dotyczy obszaru chronionego krajobrazu, na tym terenie regularnie „ze względów naukowych” dewastuje się lasy, poprzez niekontrolowaną i niepotrzebną wycinkę.